# Melanoptilon collinsi
Melanoptilon collinsi là một loài bướm đêm trong họ Geometridae.